# Vaït Talğaev
Vaït Abdwl-Xamïdovïç Talğaev (in kazako Ваит Абдул-Хамидович Талғаев?; Taraz, 11 maggio 1953) è un allenatore di calcio ed ex calciatore kazako con cittadinanza russa, di ruolo difensore.

## Palmarès

### Giocatore

#### Competizioni nazionali
- Pervaja Liga: 1

Qaýrat: 1976

### Allenatore

#### Competizioni nazionali
- Campionato kazako: 1

Taraz: 1996
- Pervenstvo Futbol'noj Nacional'noj Ligi: 1

Terek Groznyj: 2004
- Coppa di Russia: 1

Terek Groznyj: 2003-2004